# 贝德斯巴赫
贝德斯巴赫是德国莱茵兰-普法尔茨州的一个市镇。总面积4.42平方公里，总人口799人，其中男性399人，女性400人（2011年12月31日），人口密度181人/平方公里。